# Tržič, Dobrepolje
Tržič este o localitate din comuna Dobrepolje, Slovenia, cu o populație de 24 de locuitori.